# Peter Liese

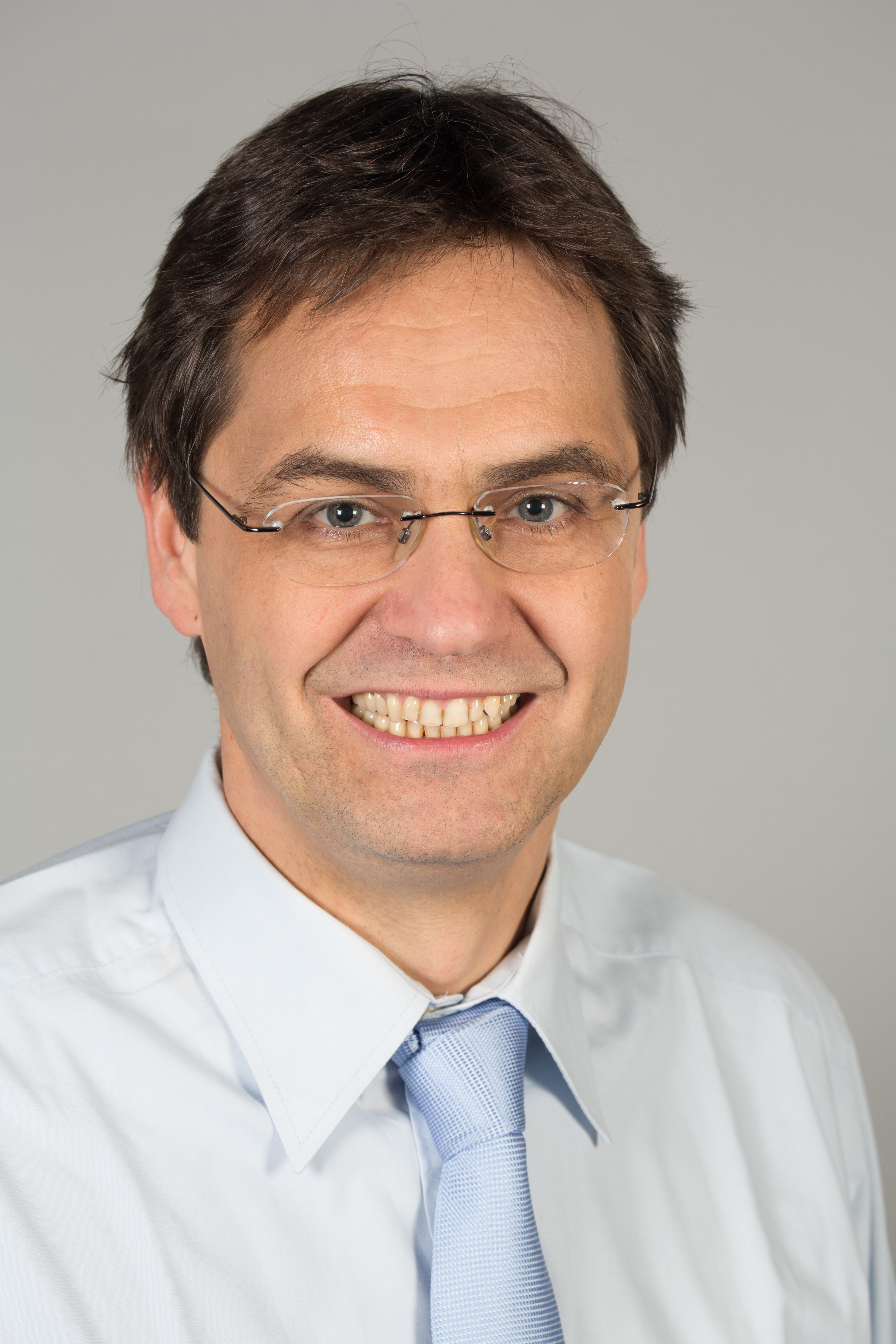
Peter Liese (2014)

Peter Liese este un om politic german, membru al Parlamentului European în perioada 1999-2004 din partea Germaniei.
1. ↑  Peter Liese, MAK
2. 1 2  Deputații în Parlamentul European
3. ↑  Deputații în Parlamentul European